# شياردونا
شاردونا (بالإيطالية: Ciarduna)‏ هي نوع من المعجنات الإيطالية. وهناك الشكل الصقلي منها وهو تقليدي من مقاطعة باليرمو في صقلية في إيطاليا. تتكون من طبقة من كعك اللوز محشوة بالريكوتا أو ماسكاربوني. قد تغطي بعض أنواعها الشوكولاته أو الشوكولاته ومدقوق السكر.

## وصلات خارجية
- صورة للتشاردونا